# Kryptomeria japońska
Kryptomeria japońska, szydlica japońska (Cryptomeria japonica) – gatunek zimozielonych drzew iglastych z rodziny cyprysowatych (Cupressaceae). Jedyny żyjący przedstawiciel rodzaju Cryptomeria. W naturze rośnie w wilgotnych lasach górskich. Jest gatunkiem bardzo zmiennym – wyróżnia się dwie odmiany geograficzne (jedna występuje w Japonii, druga w Chinach) oraz liczne formy i kultywary, z których 'Elegans' jest częściej spotykany w uprawie niż forma typowa. Roślina uprawiana jest jako ozdobna i dla drewna.

## Rozmieszczenie geograficzne
Gatunek występuje naturalnie w Japonii i w Chinach, poza tym jest rozpowszechniony w uprawie. W Japonii występuje odmiana var. japonica rosnąca w czystych lub mieszanych lasach od wyspy Kiusiu na południu po północne krańce wyspy Honsiu. Odmiana ta została introdukowana do lasów na wyspie Tajwan oraz w Chinach. W Chinach naturalnie występuje odmiana var. sinensis. Jej zasięg obejmuje prowincje Fujian, Jiangxi, Syczuan, Junnan i Zhejiang, ale jest też sadzona w lasach także w innych prowincjach.

## Morfologia

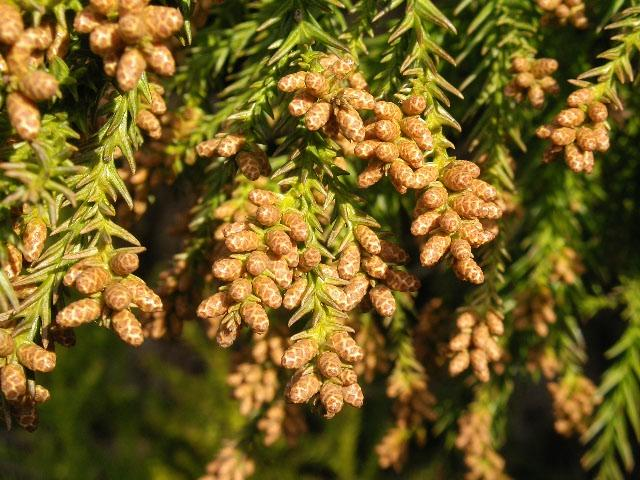
Kwiaty męskie zebrane w strobilach
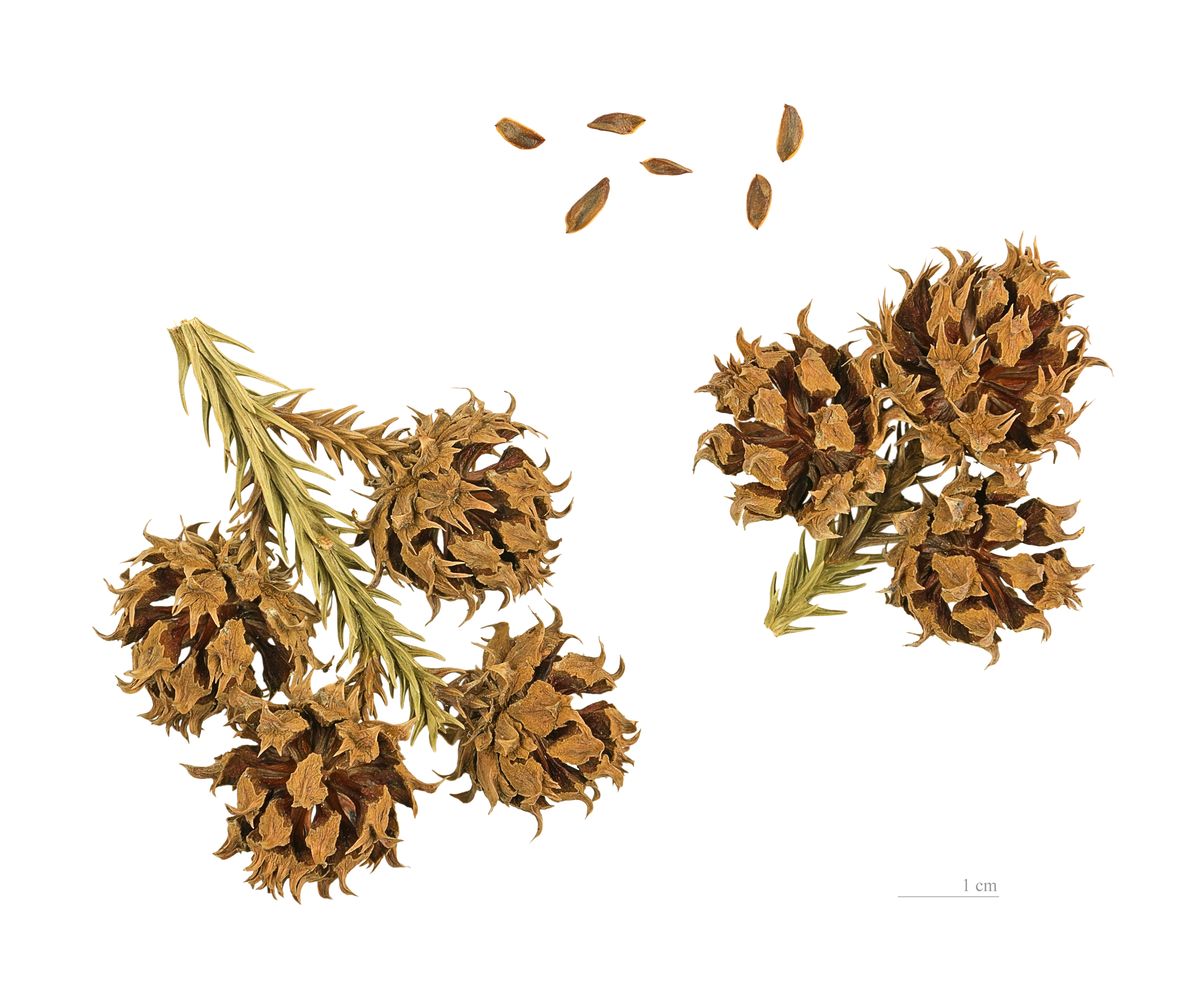
Szyszki i nasiona.
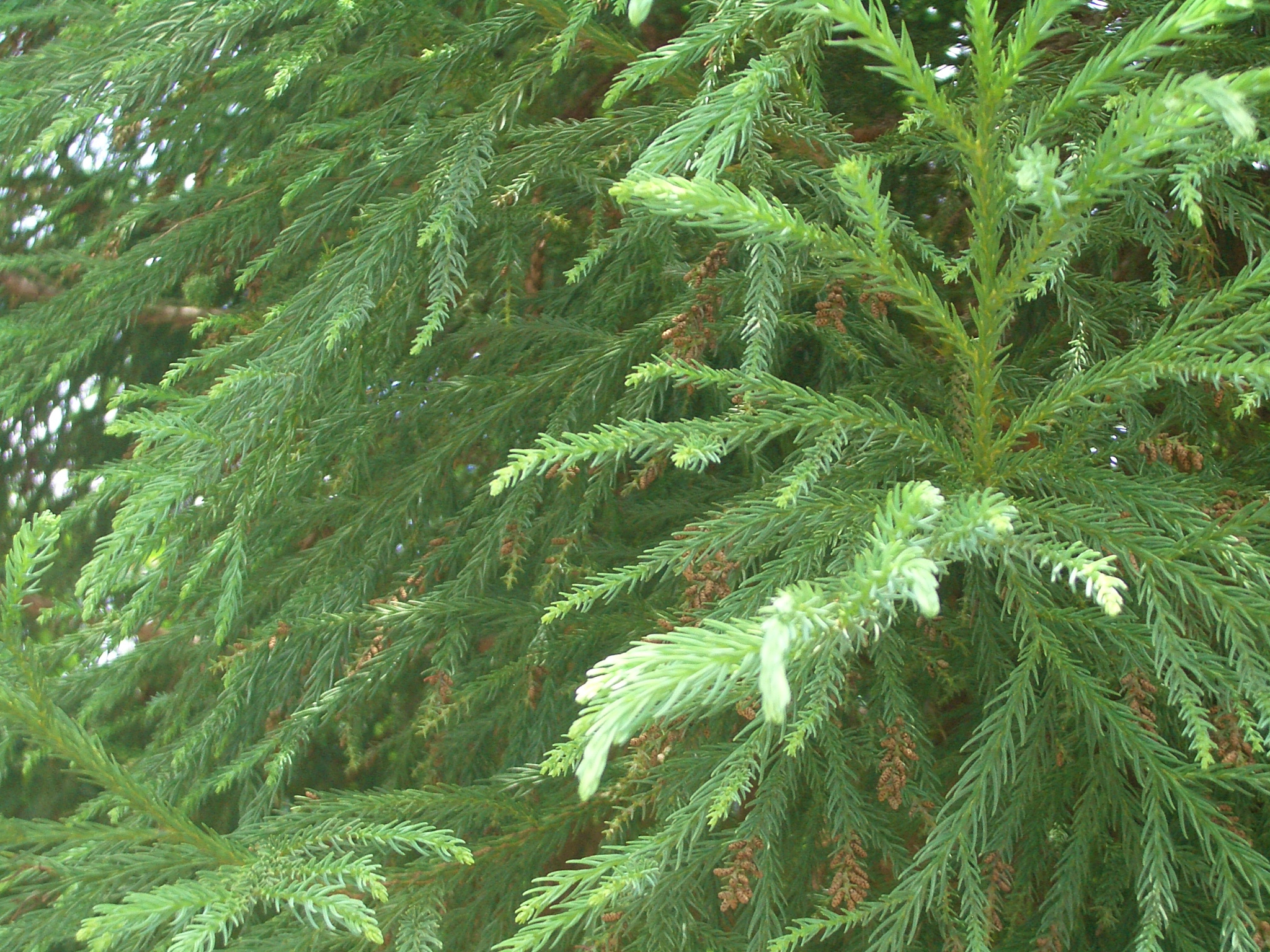
Listowie
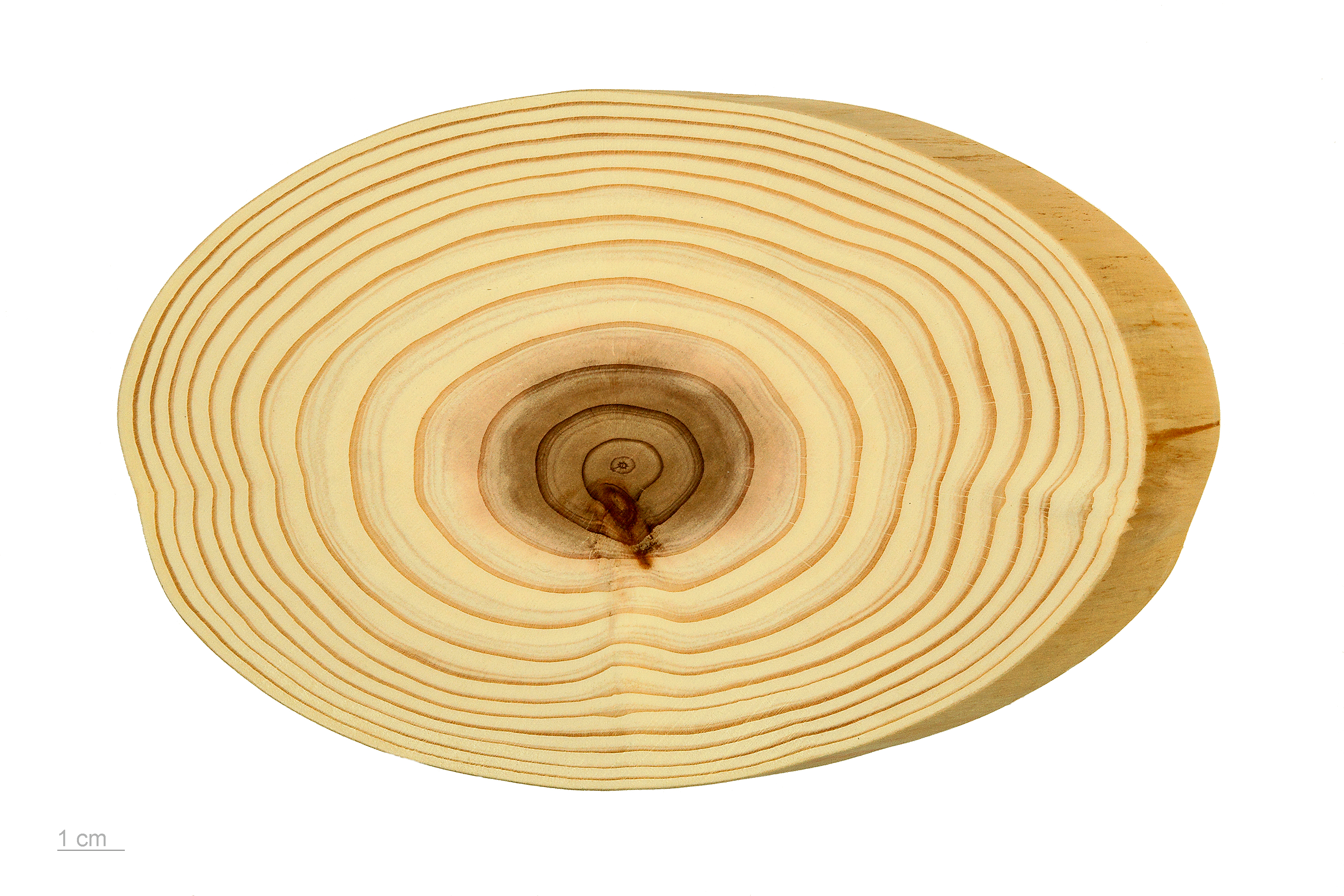
Drewno
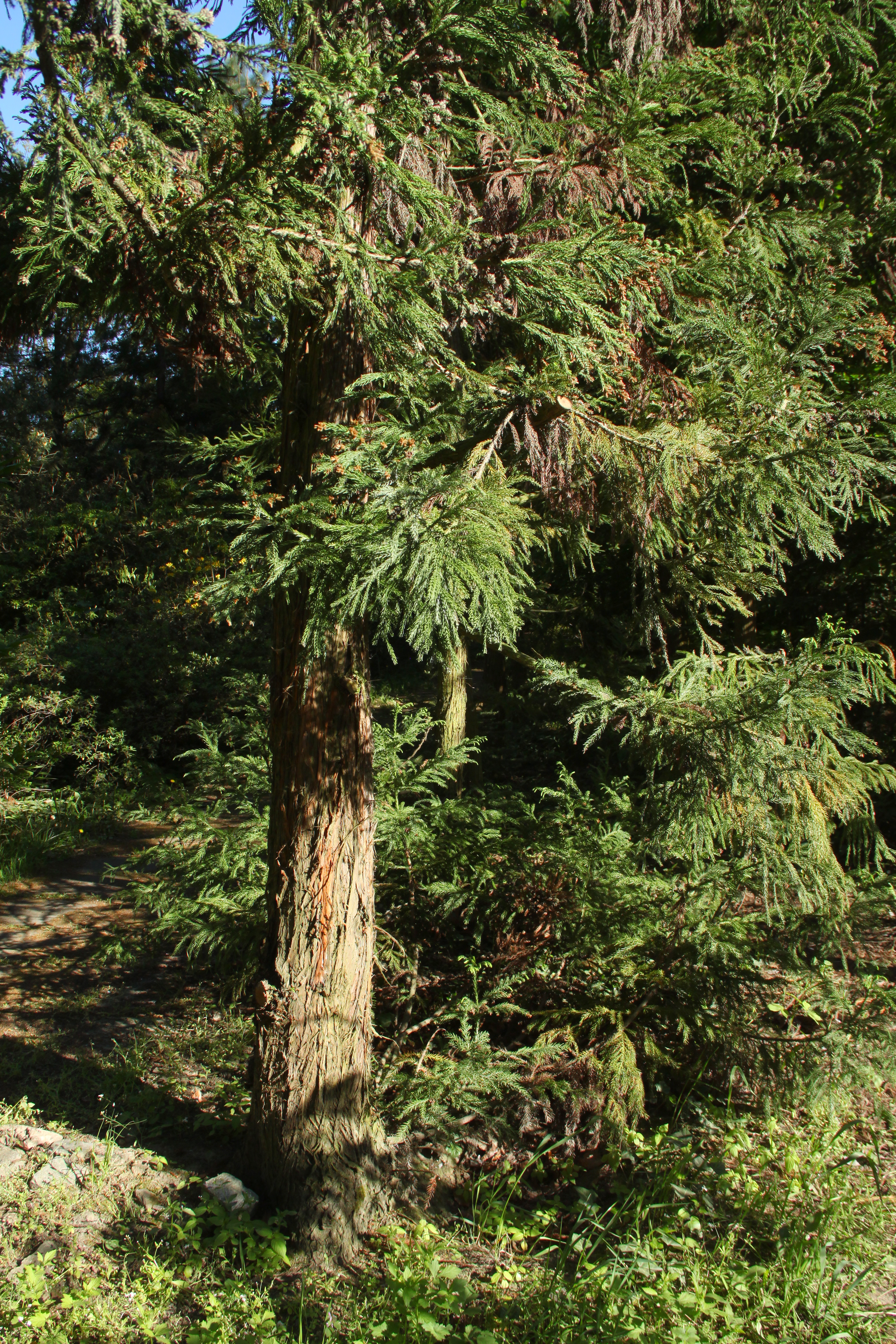
Pień młodego drzewa, Ogród botaniczny PAN w Powsinie, Polska
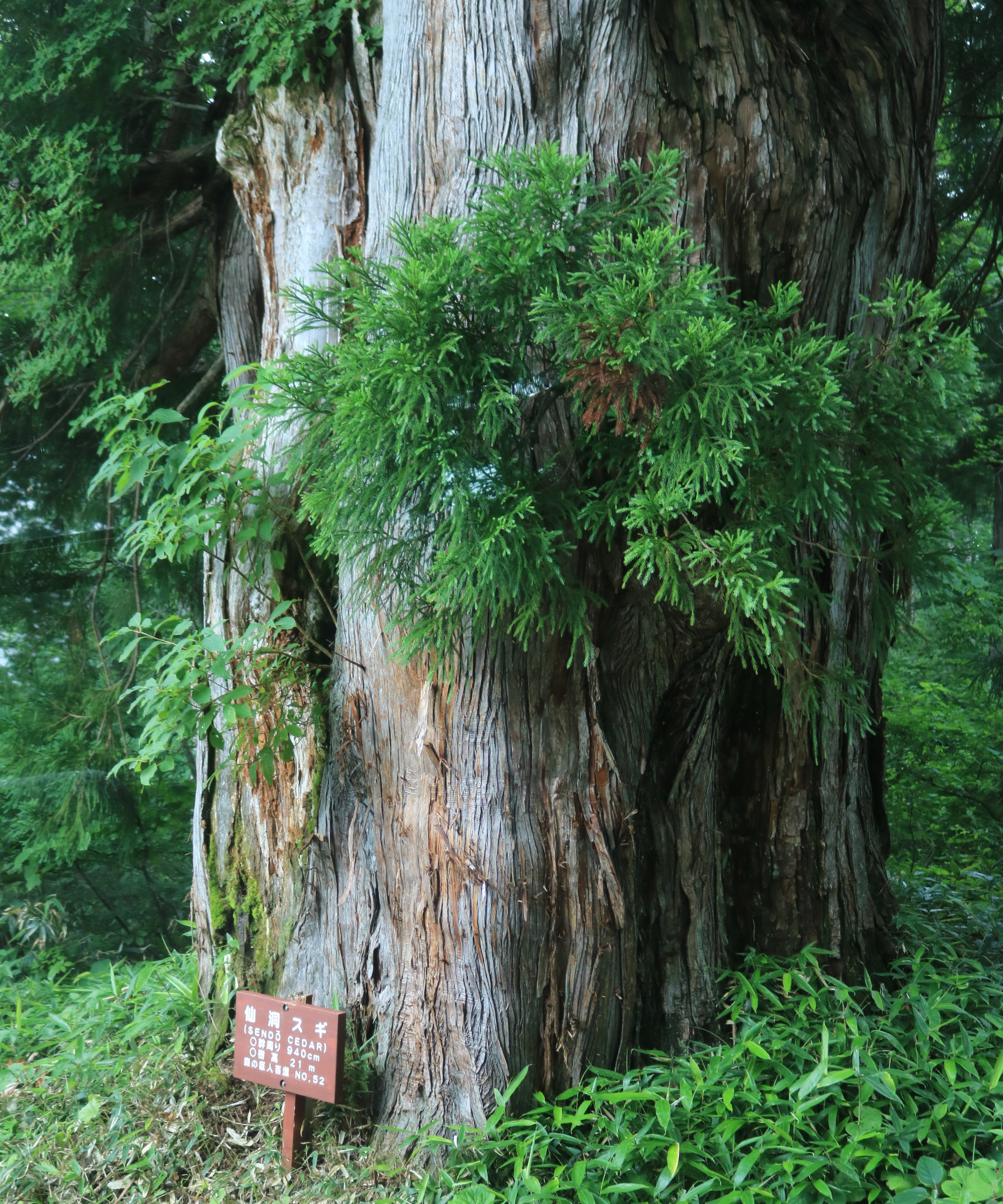
Pień starego drzewa, Tateyama, Japonia

PokrójZimozielone drzewo osiągające zazwyczaj 50 m wysokości, choć znane są okazy sięgające 65 m. Pień jest smukły, osiąga zwykle do 3 m średnicy. Kształt korony młodych drzew jest piramidalny i luźny, u starszych drzew korona się zagęszcza i przybiera kształt kopulasty. Konary są zwykle rozpostarte poziomo i wyrastają w okółkach. Rozgałęzienia dalszych rzędów zwykle zwisają, przy czym pędy jednoroczne są zielone. Kora na pniu ma kolor czerwonobrązowy lub ciemnoszary i jest włóknista.
LiścieSzydlaste igły długości 6-18 mm. Igły wyrastające wiosną są krótsze od letnich. Ułożone są skrętolegle w 5 rzędach. Są zwykle mniej lub bardziej zagięte do przodu. Mają barwę zieloną lub niebieskawozieloną. Na wierzchołku są długo zaostrzone, przekrój mają romboidalny, a u nasady długo zbiegają po pędzie.
Organy generatywneKwiaty są rozdzielnopłciowe. Męskie skupione są w owalne lub owalno-elipsoidalne strobile skupione po 6–35 na końcach dwuletnich pędów. Strobile osiągają od ok. 2,5 do 5, rzadko 8 mm długości. Mają najpierw kolor fioletowoczerwony, dojrzałe żółkną. Strobile składają się z wielu mikrosporofili ułożonych spiralnie i zawierających najczęściej po 4–5 woreczków pyłkowych. Kuliste strobile żeńskie wyrastają pojedynczo lub w skupieniach po kilka. Mają średnicę ok. 1–2 cm. Złożone są z 20–30 łusek nasiennych, których zaostrzone końce odstają. Na szczycie często wyrasta pęczek igieł lub dochodzi do proliferacji – przerośnięcia szyszki przez pęd. Szyszki dojrzewają i drewnieją w ciągu jednego roku, lecz utrzymują się na drzewie jeszcze przez 1–2 lata.
NasionaPowstają po 2 do 5 na każdej łusce nasiennej. Mają barwę brązową lub ciemnobrązową, długość ok. 4–6 mm i szerokość 2–3 mm. Ich kształt jest nieco nieregularny, zwykle są kanciaste i zaopatrzone w wąskie skrzydełka o szerokości ok. 0,2 mm.
Gatunki podobneZe względu na liście roślina przypomina pochodzącą z australijskiej wyspy Norfolk araukarię wyniosłą i rosnącego w Ameryce Północnej mamutowca olbrzymiego. Oba te gatunki różnią się znacząco m.in. budową organów generatywnych. Mamutowiec ma poza tym liście ułożone w trzech rzędach.

## Zastosowanie

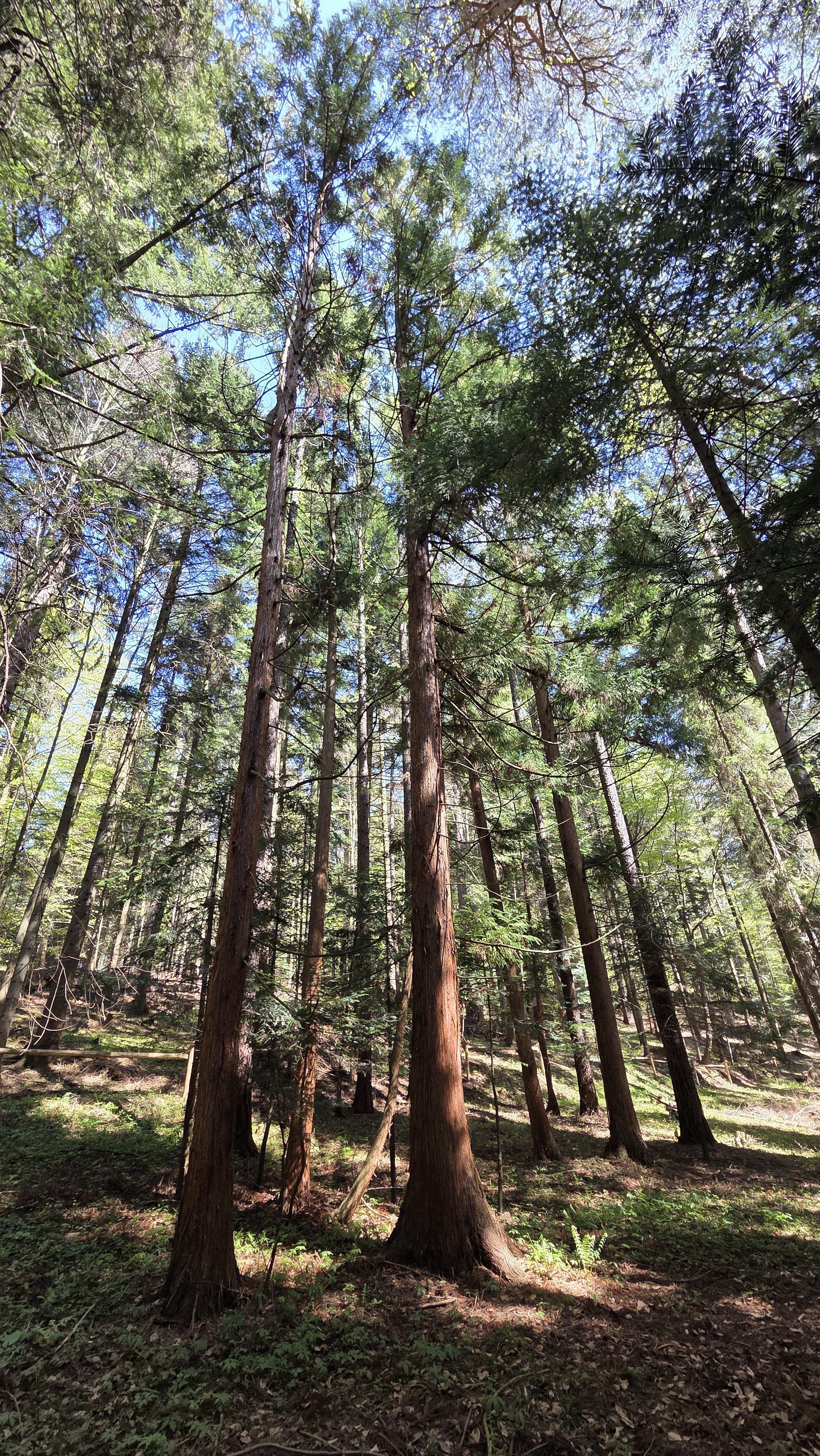
Najstarsze kryptomerie japońskie w Polsce rosną w Krynicy-Zdroju

Drzewa tego gatunku cenione są jako rośliny ozdobne i surowiec do produkcji bezżywicznego drewna. Obie odmiany są sadzone w lasach w Azji wschodniej. Stare okazy rosną w Japonii nierzadko przy pałacach i świątyniach. Gatunek sadzony jest także jako roślina ozdobna poza swoim zasięgiem. W Europie środkowej ze względu na większą mrozoodporność uprawiana jest głównie odmiana japońska var. japonica. Najstarsze okazy w Polsce (posadzone ok. 1930; w 2025 około 95 letnie) rosną w dawnej szkółce prof. Edwarda Chodzieckiego przy szlaku na Huzary oraz nieopodal Łabędziego Stawu na Górze Parkowej w Krynicy-Zdroju.